# Dina Bélanger
Dina Bélanger, in religione Maria di Santa Cecilia Romana (Québec, 30 aprile 1897 – Sillery, 4 settembre 1929), è stata una religiosa canadese della congregazione delle Religiose di Gesù-Maria; è stata proclamata beata da papa Giovanni Paolo II nel 1993.
Allieva delle suore della Congregazione di Nostra Signora, nel 1922 entrò tra le Religiose di Gesù-Maria e fu insegnante di musica in alcune scuole dell'istituto. Nell'agosto del 1923, prese i primi voti temporanei. Si fece chiamare Mary Sainte-Cécile de Rome. Ella prese Teresa di Lisieux come sua protettrice e modello, ignara che l'anno successivo sarebbe stata canonizzata da Papa Pio XI. Dina scrive:
«Lei [Teresa] deve condurmi sulla via dell'amore e dell'abbandono, prendersi cura del lavoro interiore della mia anima. (...) Per sua intercessione mi ha aperto il giardino della fiducia. Poi ho assaporato il vero frutto dell'abbandono. Inoltre, mi ha fatto andare avanti nello spirito dell'infanzia (...). E tutta la sua azione, inutile dirlo, porta l'impronta dell'amore.»
Con l'entrata in convento a ventiquattro anni d'età, Dina volse le spalle a una promettente carriera di concertista e a una vita nella borghesia agiata canadese. Le sue esperienze mistiche sono narrate nell'Autobiografia. Un canto d'amore, diario scritto nell'ultimo periodo di vita per obbedienza ai superiori. 
Ebbe fama di doni mistici; morì di tubercolosi a trentadue anni. 
Il suo elogio si legge nel martirologio romano al 4 settembre.